# Casa Berenguer
La casa Berenguer, també coneguda com a Casimir Clapés, és un edifici modernista situat al carrer de la Diputació, 246, al barri de la Dreta de l'Eixample, de Barcelona, catalogat com a bé cultural d'interès local.

## Història
El 1907, l'empresa tèxtil Sobrinos de Berenguer, formada pels germans Josep, Casimir i Francesc Clapers i Berenguer, va encarregar el projecte d'una casa de pisos de lloguer i despatx a Bonaventura Bassegoda i Amigó, i es va construir entre aquest any i 1908. Va rebre la tercera menció en el concurs d'edificis artístics convocat per l'Ajuntament de Barcelona l'any 1910.
El 17 de novembre del 1920, els tres germans van convertir l'empresa familiar en la societat anònima Manufactures Berenguer, amb un capital de 5 milions de pessetes i Josep Clapers i Berenguer com a president del consell d'administració. El 26 de febrer del 1929, l'empresa va publicar un anunci a La Vanguardia per a llogar-ne els baixos i alguns dels pisos, ja que havia deixat de fer-lo servir com a residència familiar.
A mitjans del segle xx es van suprimir les dues torretes laterals d'inspiració goticista que coronaven la façana, la qual cosa va obligar a completar la barana de pedra.
L'any 1990 es va iniciar una rehabilitació a gran escala per a destinar-lo a despatxos de lloguer de luxe. La restauració va respectar els elements més destacats dels interiors com sostres, arrambadors i paviments de fusta així com les fusteries originals; es van restaurar els estucs a foc i es van reposar algunes vidrieres desaparegudes en intervencions anteriors. La planta principal i primera tenen una oficina per pis, tot mantenint l'estructura original. A les plantes segona i tercera es disposen dues oficines per pis en sentit perpendicular a la façana tal com es disposaven en origen.

## Arquitectura
L'edifici consta de soterrani, planta baixa, principal i tres pisos més, tot cobert per un terrat pla transitable. Hi destaca per la qualitat del treball artesanal i la profusió d'elements decoratius i escultòrics modernistes presents tant a la façana com al seu interior.
La façana presenta el cos central més destacat respecte dels laterals gràcies a dos elements, d'una banda per la disposició dels accessos de la planta baixa i de l'altra, la tribuna de doble alçada localitzada al principal i al primer pis.
Pel que fa a la planta baixa, l'accés actual es localitza en un lateral de la façana, on una gran portalada amb llinda d'arc deprimit convex dona accés al vestíbul rectangular que condueix a l'escala i l'ascensor que porten als pisos superiors. Al costat d'aquesta portalada -al tram central de la façana- es localitza una porta amb arc apuntat que es troba flanquejada per sengles finestres, també d'arc apuntat, sota de les quals se situen les obertures del nivell de soterrani. Entre l'arc de la porta i les finestres es desenvolupen unes mènsules que constitueixen el punt de recolzament de la gran tribuna desenvolupada al principal i al primer pis. És precisament en aquestes mènsules on es concentra la decoració de la planta baixa, concretament a l'angle creat entre la mènsula i la paret -carcanyol- que està ricament ornamentat amb motius vegetals i florals. Les portalades dels extrems es troben decorades únicament a la rosca de l'arc -amb motius vegetals- i la clau del mateix on apareix una S i una B respectivament, i que fan al·lusió a la societat Sobrinos de Berenguer.
El pis principal destaca per la gran tribuna oberta al carrer a través d'esveltes columnetes i que es troba flanquejada a sengles costats per dues finestres amb guardapols esculpit i balcó en voladís, semicircular i amb barana de pedra calada decorada amb motius vegetals. Aquesta mateixa configuració compositiva es manté a la planta primera amb l'excepció dels balcons laterals, on a diferència de la planta baixa, presenten baranes de ferro i finestres d'arc deprimit convex. La tribuna central serveix com a voladís de la galeria central del segon pis, oberta a un balcó en la barana del qual es disposa un relleu al·lusiu a la indústria tèxtil on es representa una teixidora amb un fus, envoltada de peces de roba.
Del darrer nivell destaquen els dos balcons centrals de gran volada i línies sinuoses amb una barana de ferro. Al seu costat es disposen dues finestres que imitant els models medievals barcelonins, recuperen les formes gòtiques de les finestres coronelles de llinda trilobulada i una columneta central.
Es remata l'edifici amb una gran cornisa en volada a sobre de mènsules que es corona a la part central amb una mena de fornícula on es disposa una figura femenina asseguda amb un fus a les mans.
A l'interior hi destaca el vestíbul localitzat a la planta baixa, que presenta un basament corregut i les parets decorades amb esgrafiats i estucs al foc o planxats. La gran riquesa decorativa i d'acabats del vestíbul -i de la finca en general- es completa amb el sostre de fusta ricament decorat amb motius vegetals i la garita de la porteria, també de fusta. Així mateix, encara conserva les llums originals de gas, obra d'Emilio Judas, avui adaptades a un ús elèctric.
L'escala de veïns es caracteritza pel treball de la barana amb formes sinuoses - decorada amb motius vegetals de ferro fossat- la caixa de l'ascensor de fusta i els vitralls policromats de la caixa d'escala. Tant les parets, com sostres i voltes de l'escala estan ornamentades amb decoració pictòrica i esgrafiats, que donen idea dels recursos econòmics destinats a la construcció d'aquest edifici.

## Galeria

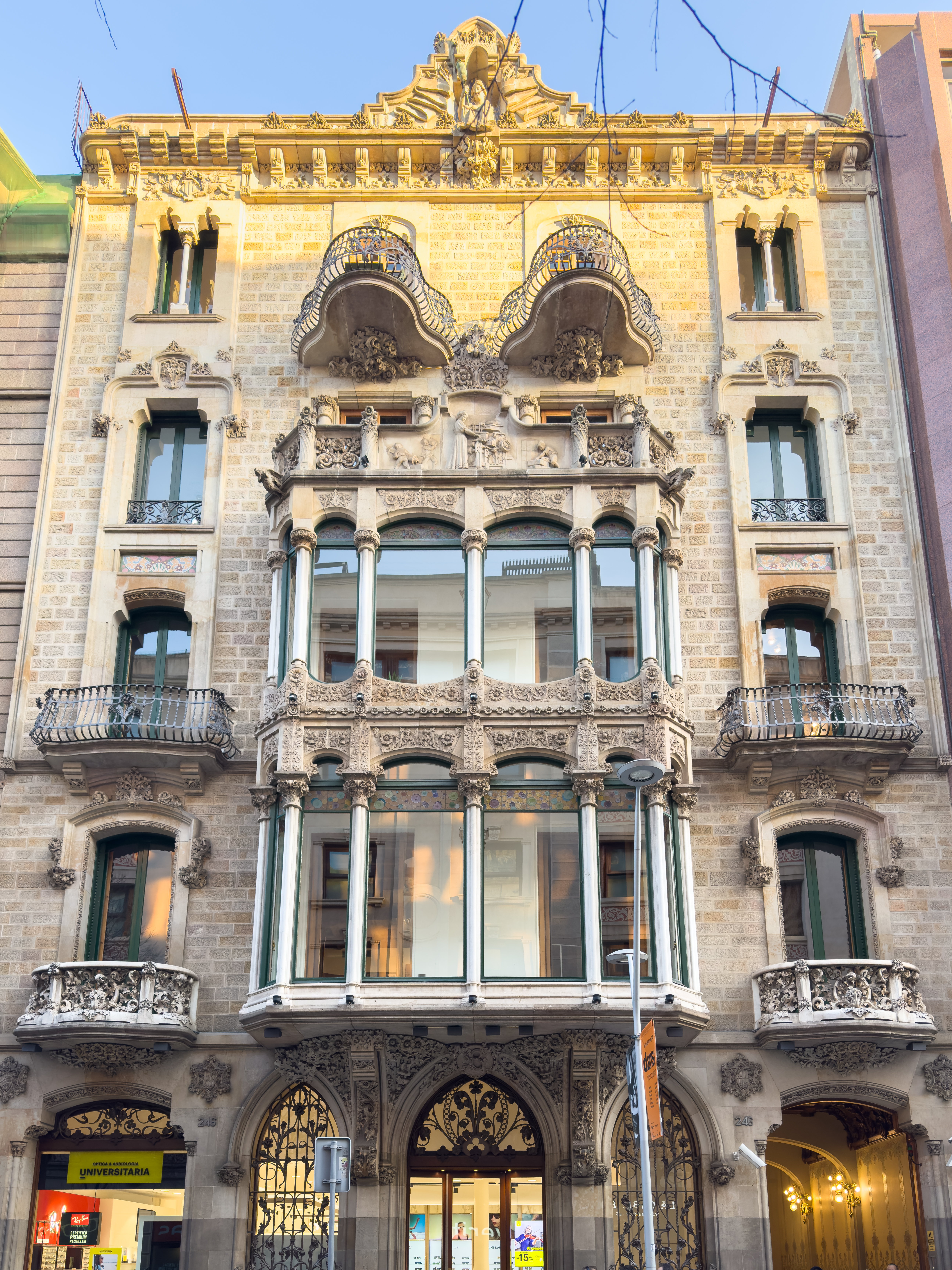
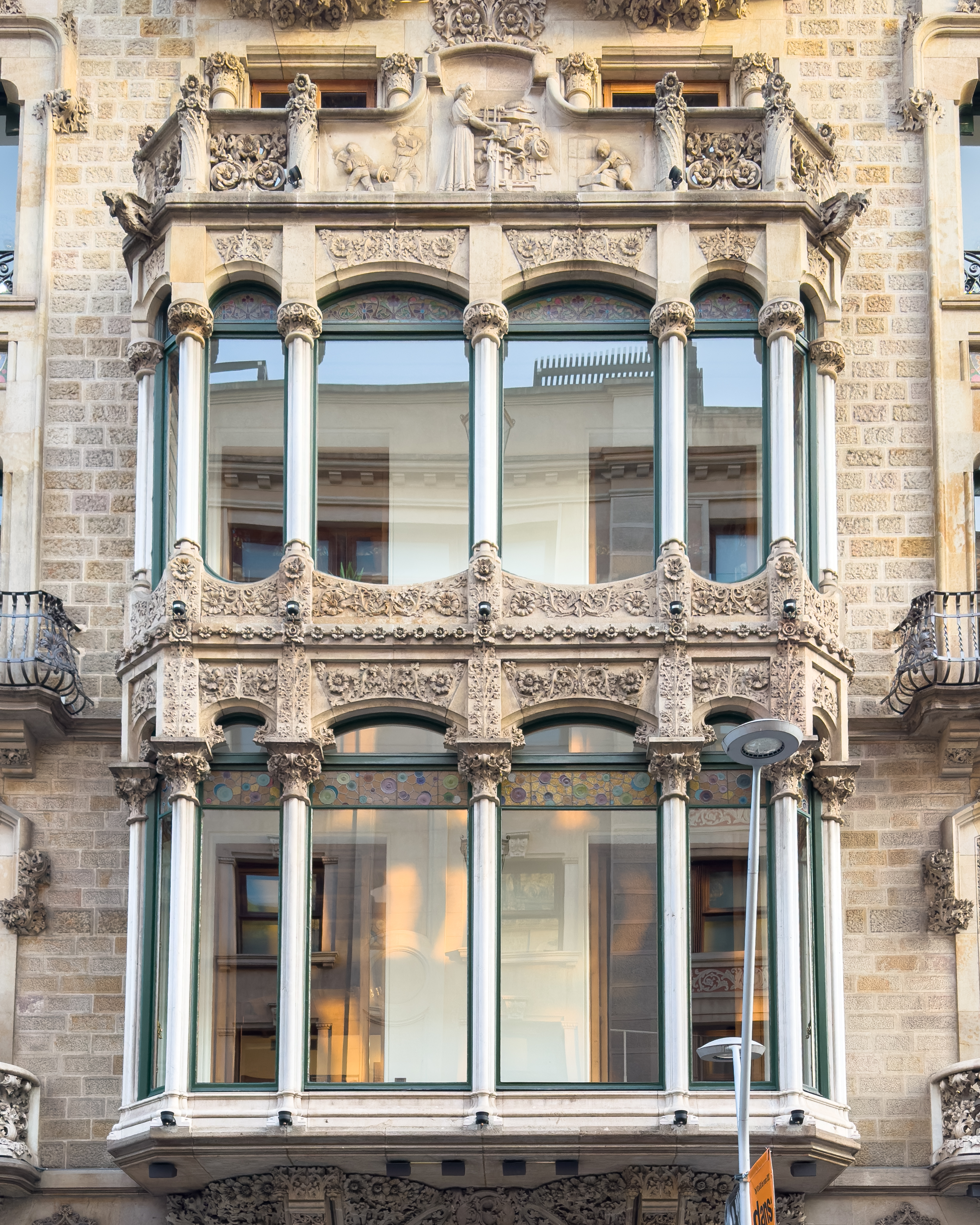
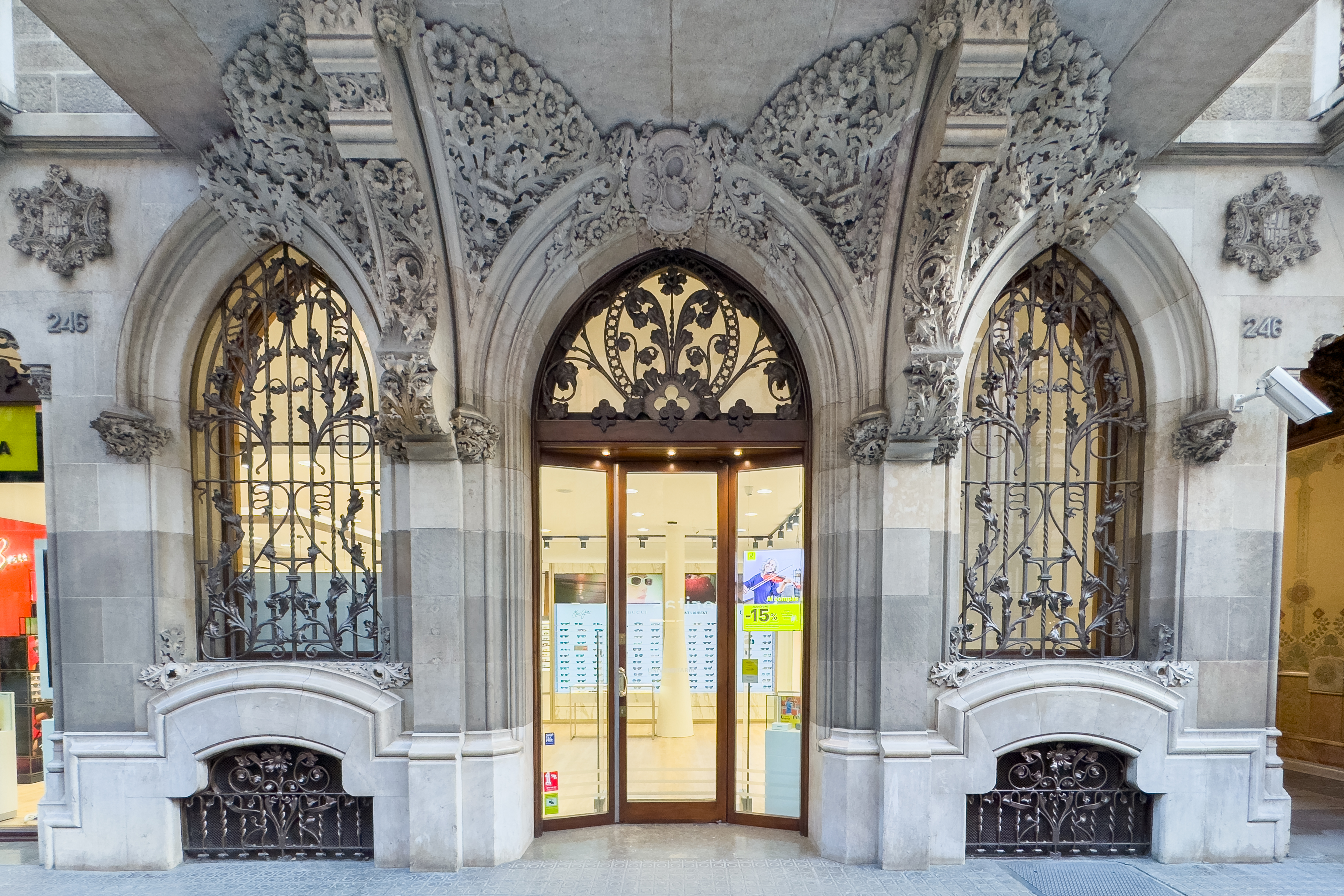
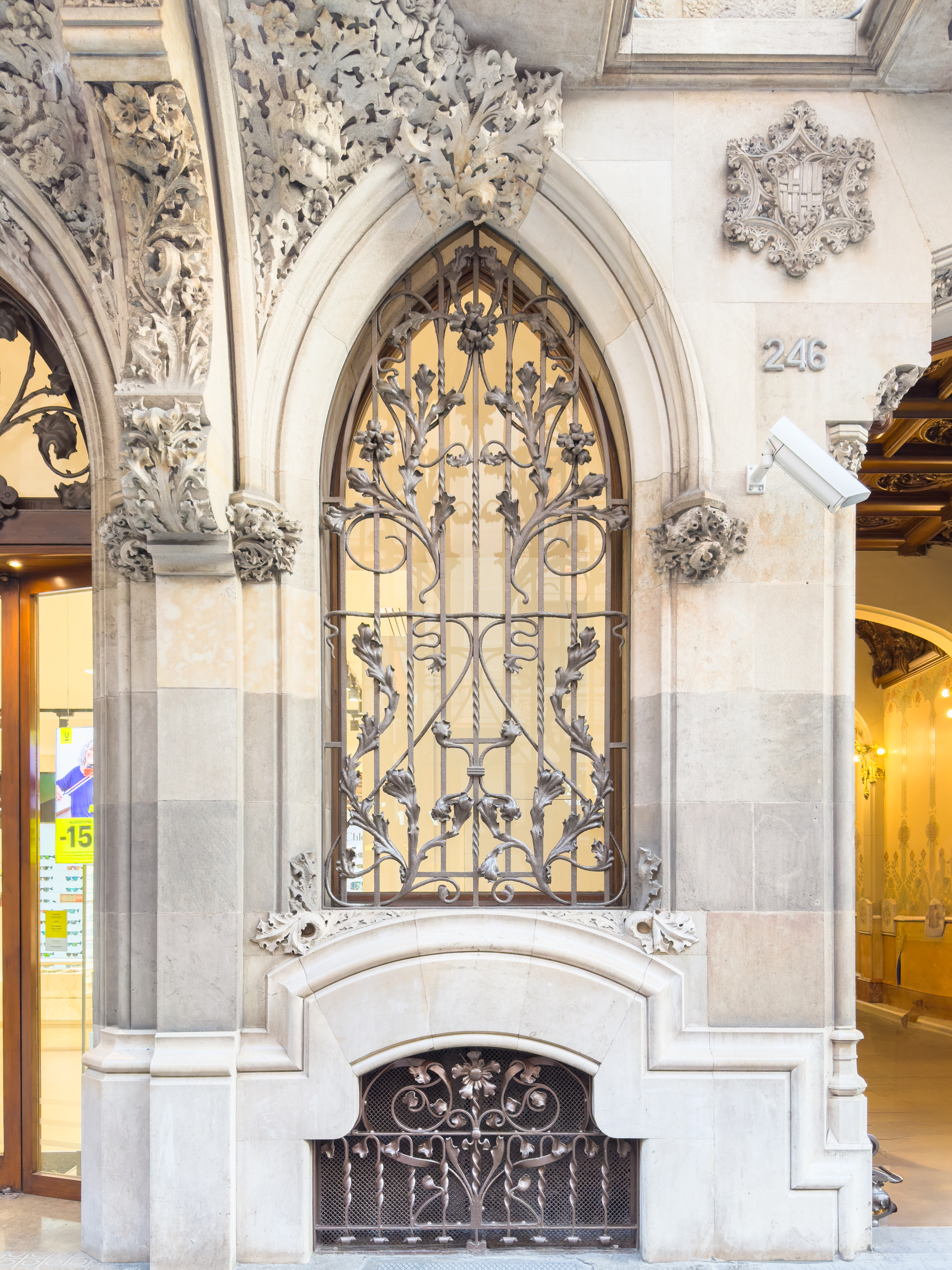
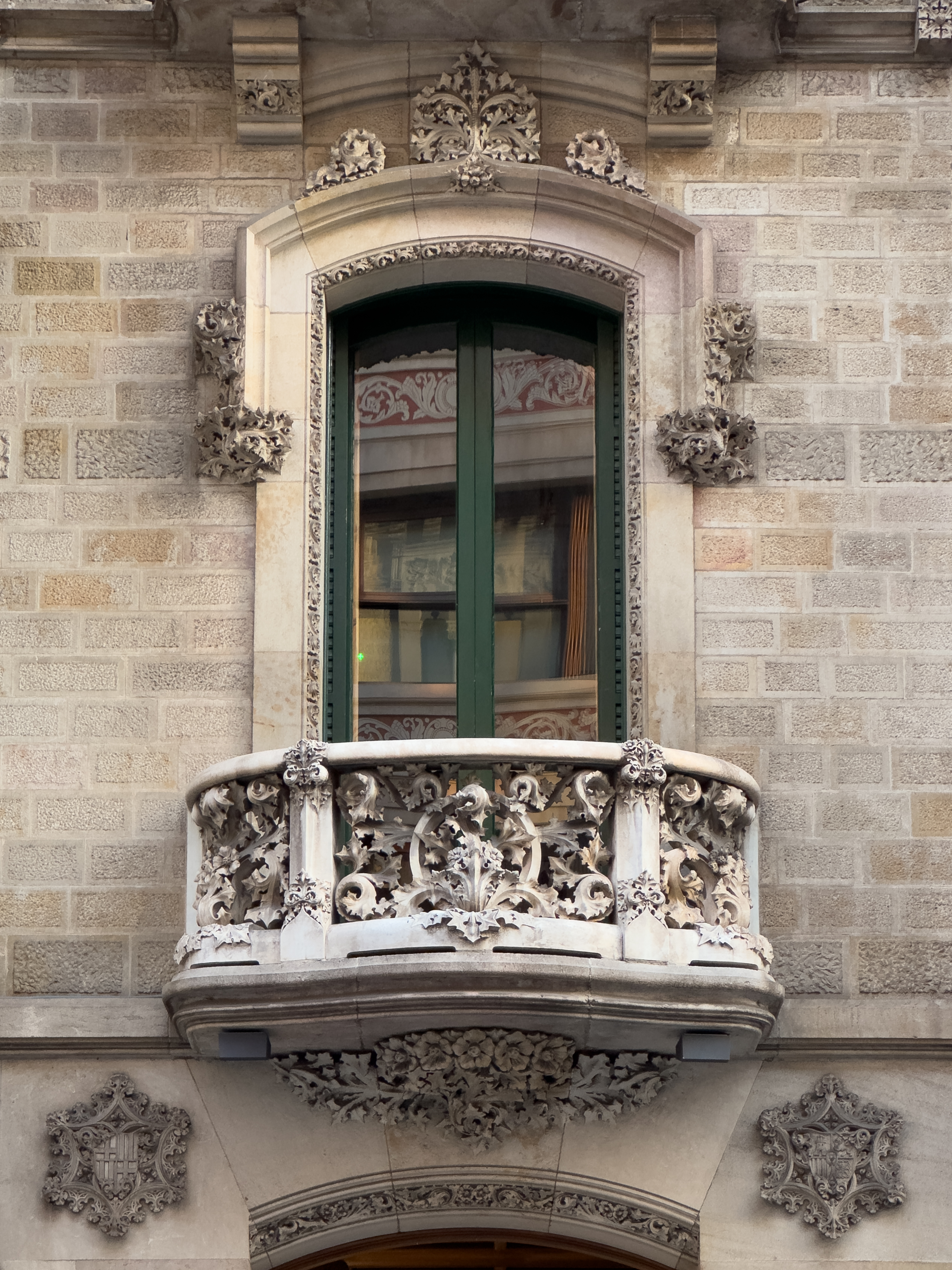
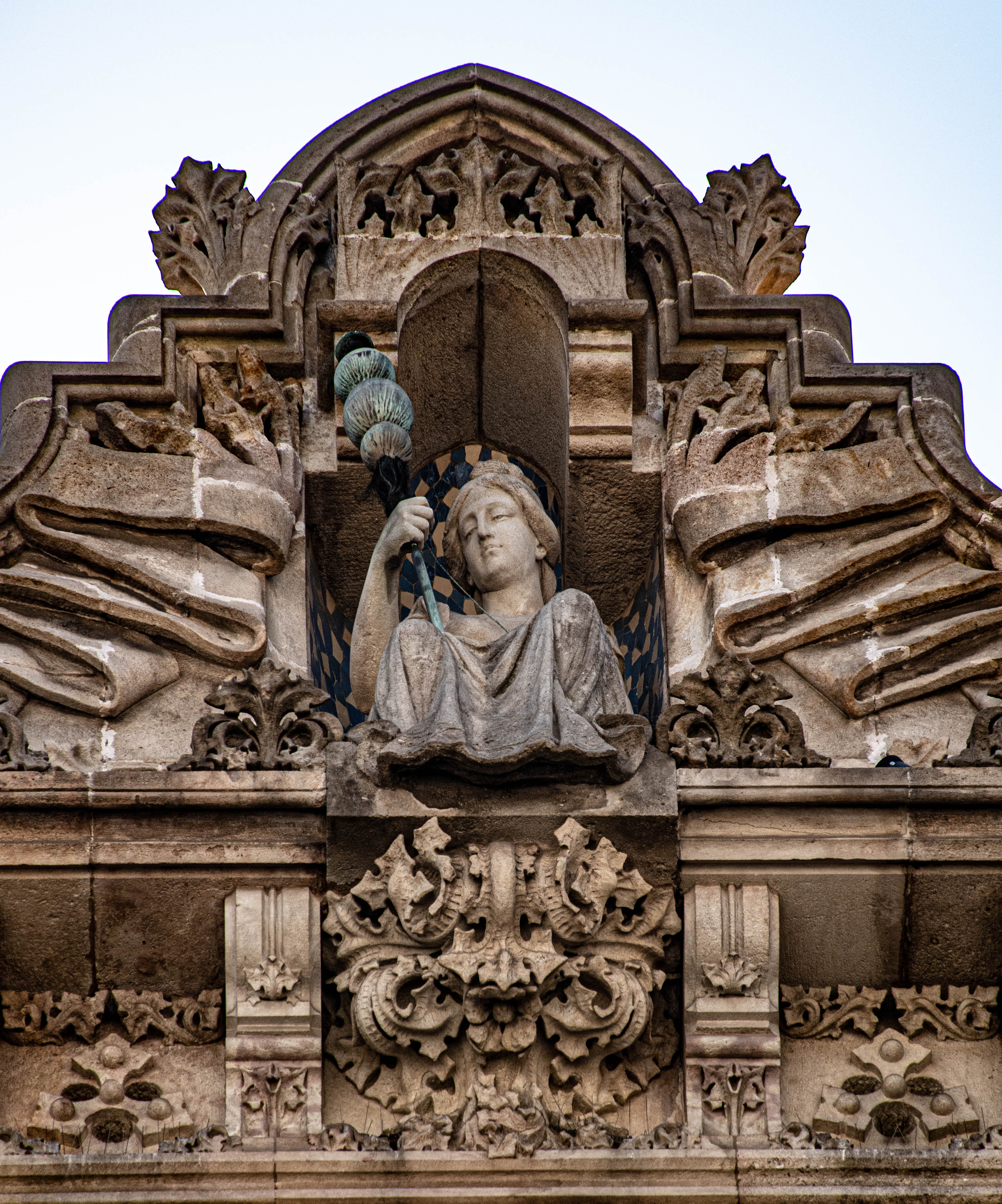
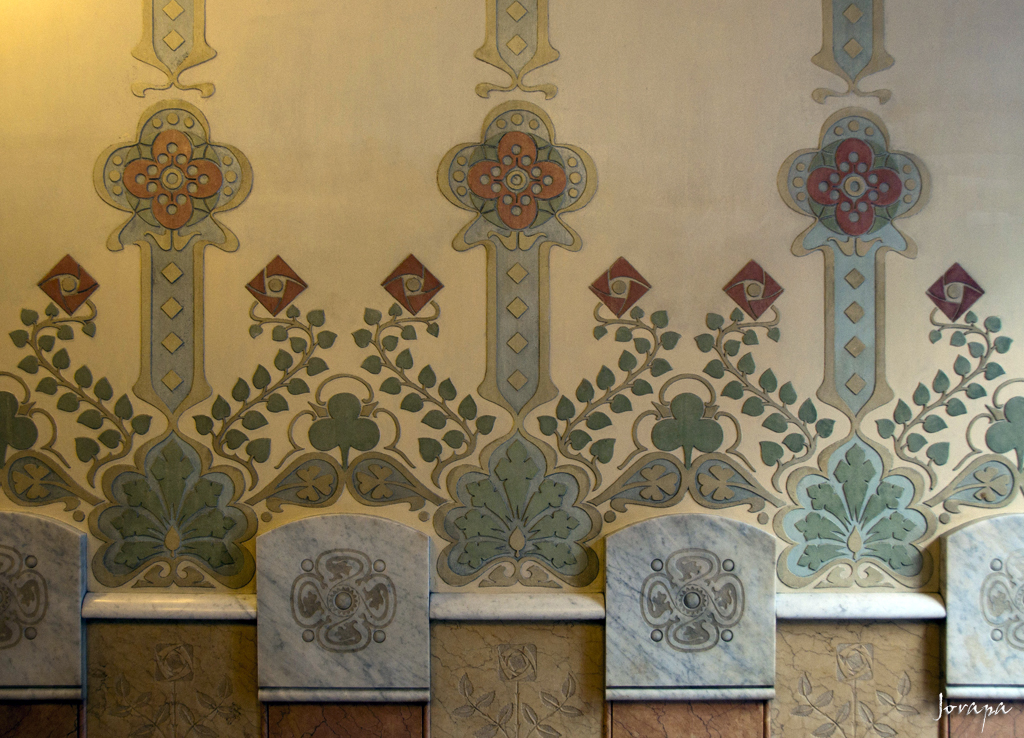
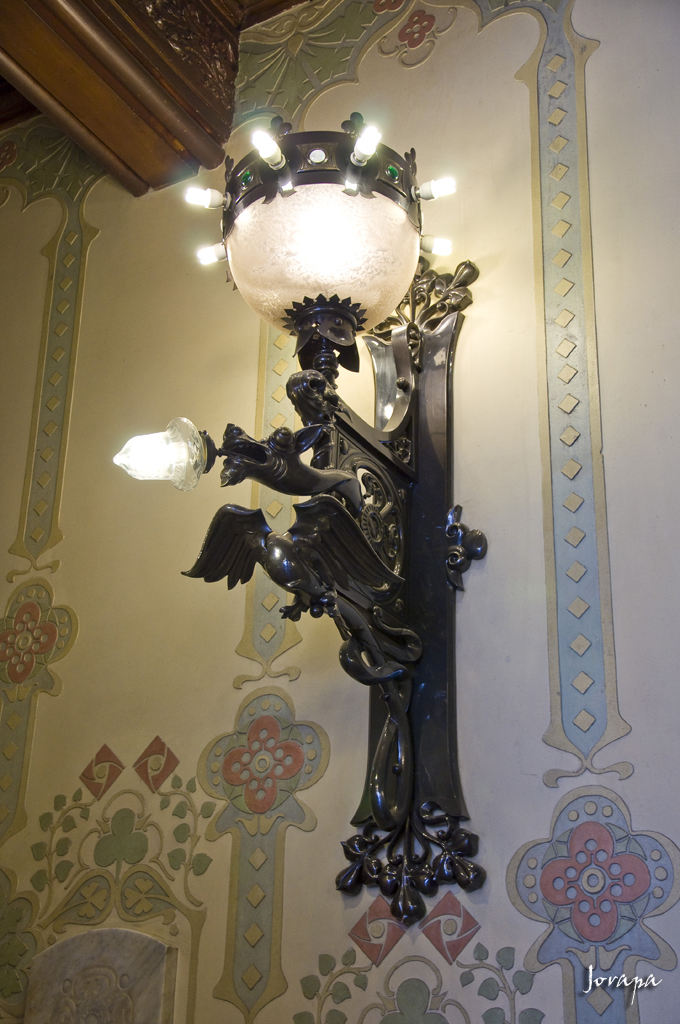
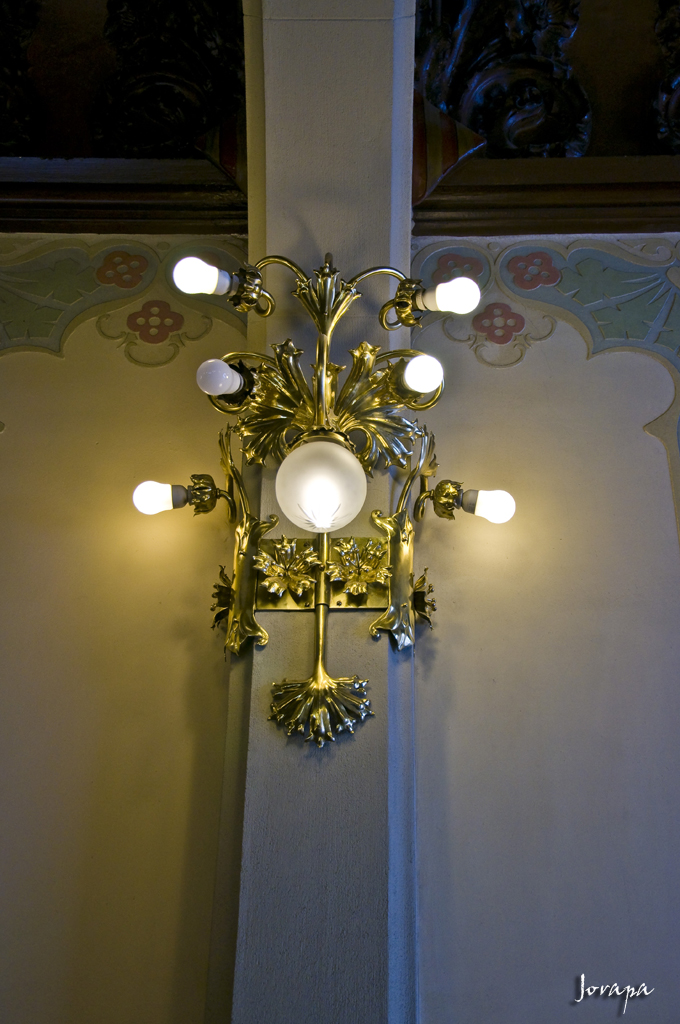
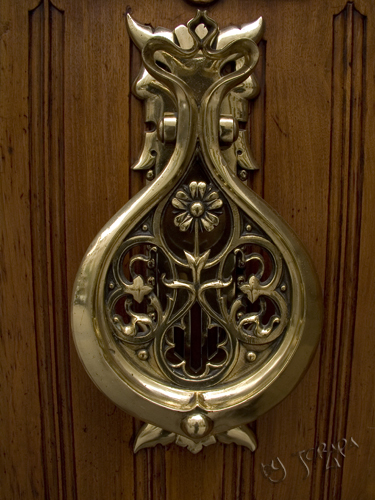